# Myrrhinidae
Myrrhinidae Bergh, 1905 è una famiglia di molluschi nudibranchi della superfamiglia Aeolidioidea.

## Tassonomia
Comprende i seguenti generi:
- Dondice Er. Marcus, 1958
- Godiva Macnae, 1954
- Hermissenda Bergh, 1879
- Phyllodesmium Ehrenberg, 1831